# 熊尚初
熊尚初（?—?），明朝江西南昌人，明朝政治人物。
初為輔吏，以任職清正，授都察院都事，又改经历。明英宗正統十三年（1447年），都御史陈镒舉薦，升泉州府知府。正统十四年（1448年）汀州邓茂七作亂，由安溪攻晉江。熊尚初等待援兵不至，於是感慨地說：「我身為太守，守衛本郡是我的責任，怎麼可以讓匪徒殘害郡中的百姓呢？」於是與晋江县主簿史孟常、陰陽學術正楊仕洪等親率團練，于晋江三都古陵坡（今福建省晉江市磁灶镇）接戰，兵败被俘，不降，大罵而被殺，與史孟常、楊仕洪同遇害。後鄉民在古陵橋西建廟祭祀，並立碑紀念之。

## 延伸阅读
[在维基数据编辑]
 《明史卷二百八十九》，出自《明史》